# Опасные связи (фильм, 2003)
«Опасные связи» (фр. Les liaisons dangereuses) — французский двухсерийный телевизионный художественный фильм 2003 года, поставленный режиссёром Жозе Дайан по мотивам одноимённого романа Шодерло де Лакло. В главных ролях снялись Катрин Денёв, Руперт Эверетт, Настасьи Кински и Лили Собески.

## Сюжет
Франция, 1960-е годы. Мадам де Мертей — светская дама, занимающаяся благотворительностью. Она берёт под своё крыло всех молодых людей искусства — художников, писателей, актёров, музыкантов. Для всех — она пример для подражания. В её квартире собираются умные и интеллигентные люди, а по ночам мадам Мертей открывает потайную дверь и оказывается в коридоре, который ведёт в квартиру светского фотографа Вальмона — под покровом ночи они плетут интриги, развращая молодых людей, используя самые изощрённые способы — коварство, секс, амбиции и… любовь. Этим двоим нравится манипулировать юными душами.
Но вот Мертей решает отомстить своему бывшему возлюбленному, дипломату Жеркуру, который вот-вот женится на молоденькой пианистке Сесиль. Тогда в голове женщины созревает план, согласно которому Вальмон превратит Сесиль в самую грязную шлюху Парижа.
Между тем Вальмон отправляется навестить свою тётушку, где знакомится с мадам Турвель — умной красавицей, которая наслышана о любовных похождениях Вальмона, но даже тот факт, что она замужем, не делает завоевание Турвель таким желанным для Вальмона, как её холод по отношению к нему.

## В ролях
| Актёр            | Роль                        |
| ---------------- | --------------------------- |
| Катрин Денёв     | маркиза Изабель де Мертей   |
| Руперт Эверетт   | виконт Себастьян де Вальмон |
| Настасья Кински  | мадам Мария де Турвель      |
| Кристиан Вадим   | месье Турвель               |
| Даниэль Дарьё    | мадам де Розамунд           |
| Лили Собески     | Сесиль де Воланж            |
| Анджей Жулавский | Антуан Жеркур               |
| Сирий Тувенен    | Хюго / Людовик              |
| Франсуаза Брион  | мадам Воланж                |
| Тэди Папаврами   | Рафаэль Дансени             |
| Эрик Вю-Ан       | журналист                   |
| Мария Белоусова  | пианистка                   |